# Pedro Moreno
Pedro Moreno (ur. 14 września 1980 w Hawanie) – kubański aktor i model.

## Kariera
Debiutował w reality show Protagonistas de novela primera temporada. Potem trafił do telenowel takich jak Amor Descarado (2003), Kobieta w lustrze (La Mujer en el espejo, 2004) i Wdowa w bieli (La viuda de blanco, 2006). Został również wybrany przez magazyn People jako jeden z 25. najpiękniejszych mężczyzn z Hiszpanii.
W 2010 roku wystąpił w telenoweli Venevisión Sacrificio de Mujer jako Braulio Valdés.

## Wybrana filmografia
| Rok       | Tytuł                      | Rola            |
| --------- | -------------------------- | --------------- |
| 2002      | Protagonistas de novela    | on sam          |
| 2003      | Los Teens                  | Méndez          |
| 2003      | Amor descarado             | Rubén García    |
| 2004      | Kobieta w lustrze          | Nino Arrebato   |
| 2006      | Wdowa w bieli              | Querubín        |
| 2007      | Miłość jak czekolada       | José Gutiérrez  |
| 2008      | Twarz Analiji              | Cristóbal Colón |
| 2011      | Sacrificio de mujer        | Braulio Valdes  |
| 2011-12   | Una familia con suerte     | Enzzo Rinaldi   |
| 2013-2014 | Cosita linda               | Olegario Pérez  |
| 2014      | Voltea pa' que te enamores | Rodrigo Karam   |
| 2015      | Hasta el fin del mundo     | Ranku           |
| 2015      | Amor de barrio             | Raúl Lopezreina |
| 2016      | Trzy razy Ana              | Iñaki           |